# Rudolf Breuss
Rudolf Breuss, né le 24 juin 1899 et mort le 17 mai 1990, est une personnalité autrichienne de la médecine non conventionnelle. Il a rédigé un essai.

## Biographie
Il est connu pour avoir développé la « cure de Breuss », censée d'après lui contribuer à la guérison des cancers. Les droits de sa boisson de cure sont détenus par l'entreprise Biotta.

## Publication
- Krebs, Leukämie und andere scheinbar unheilbare Krankheiten mit natürlichen Mitteln heilbar (Cancer, leucémie et autres maladies apparemment incurables, guérissables par des moyens naturels)